# 992
سنة 992 م كانت سنة كبيسة تبدأ يوم الجمعة (الرابط يظهر نموذج التقويم الكامل للسنة) من التقويم اليولياني.

## وفيات
- جوهر الصقلي.
- أبو الحسن العامري.
- ميشكو الأول.